# Bitwa pod Unsan
Bitwa pod Unsan (kor.: 운산 전투; hancha: 雲山 戰 鬪; RR: Unsan jeontu; MR: Unsan chŏnt'u), w Chinach znana jako bitwa o Junszan (chiń.: 云山 战斗; pinyin: Yún Shān Zhàn Dòu) – seria potyczek stoczonych w czasie wojny koreańskiej pomiędzy 25 października a 4 listopada 1950 r. w powiecie Unsan w prowincji P’yŏngan Północny w dzisiejszej Korei Północnej. W ramach pierwszej fazy kampanii wojsk chińskich w Korei, rozpoczętej 25 października, Ludowa Armia Ochotnicza wielokrotnie atakowała 1 Dywizję Piechoty Armii Republiki Korei w rejonie Unsan, próbując wziąć nacierające siły ONZ z zaskoczenia. W przypadkowym pierwszym starciu z Armią Stanów Zjednoczonych podczas wojny koreańskiej, chiński 39 Korpus zaatakował nieprzygotowany do obrony, amerykański 8 pułk kawalerii w Unsan 1 listopada, powodując jedną z najbardziej dotkliwych porażek Amerykanów w wojnie koreańskiej.

## Tło sytuacyjne
Do października 1950 r. siły ONZ z powodzeniem wydostały się z worka pusańskiego na południowo-wschodnim wybrzeżu Półwyspu Koreańskiego i rozpoczęły natarcie na północ, wyzwalając całą Koreę Południową, a następnie posuwały się przez terytorium Korei Północnej w kierunku granicy chińsko-koreańskiej, ścigając wycofującą się Północnokoreańską Armią Ludową. Amerykańska 1 Dywizja Kawalerii wkroczyła do Pjongjangu 19 października, podczas gdy wojska południowokoreańskie pędziły w kierunku rzeki Jalu we wszystkich kierunkach. W ramach Ofensywy Święta Dziękczynienia, mającej w założeniach zakończyć wojnę, generał Frank W. Milburn, dowódca I Korpusu Armii Stanów Zjednoczonych, nakazał koreańskiej 1 Dywizji Piechoty zabezpieczyć zaporę Sui-ho na rzece Jalu, przechodząc przez powiat Unsan.
Zaalarmowany gwałtownym załamaniem się sił zbrojnych Korei Północnej i wojskami ONZ zbliżającymi się do granicy z Chinami, przewodniczący Komunistycznej Partii Chin Mao Zedong nakazał przekształcenie Północno-Wschodnich Sił Granicznych Armii Ludowo-Wyzwoleńczej w Ludową Armię Ochotniczą celem zorganizowania zbrojnej interwencji w Korei. Pomimo determinacji Mao, by ocalić Koreę Północną przed kapitulacją, chińskie kierownictwo wojskowe wyraziło wątpliwości co do zdolności chińskiej armii do walki z bardziej zaawansowanymi technicznie wojskami amerykańskimi. Jako kompromis, Mao zatwierdził operację budowania przyczółka dla ograniczonych ofensyw tylko przeciwko Armii Korei Południowej, unikając jednocześnie kontaktów z siłami USA. Pod ścisłą tajemnicą armia chińska wkroczyła do Korei 19 października.

## Preludium

### Lokalizacja i teren
Unsan-ŭp to miasto w północno-zachodniej Korei, siedziba powiatu Unsan, położone 80 km od ujścia rzeki Ch’ŏngch’ŏn-gang na zachodnim wybrzeżu Korei. Ze względu na dominujący pagórkowaty teren na granicy chińsko-koreańskiej, powiat Unsan jest jednym z niewielu miejsc zapewniających swobodny do obszaru rzeki Jalu. Miasto otoczone jest wzgórzami na północy, rzeką Nammyon na zachodzie i rzeką Samtan na wschodzie. Na południu od miasta znajduje się skrzyżowanie dróg, łączące trasy z Unsan do Ipsok, podczas gdy grzbiet nazwany Bugle Hill góruje nad drogą pomiędzy Unsan i Yongsan-dong. Te dwie drogi stanowiły jedyne trasy odwrotu dla sił ONZ z powiatu Unsan.

### Siły i strategia
Działając na polecenie generała Milburna, koreańska 1 Dywizja Piechoty ruszyła 24 października na północ z koreańską 6 Dywizją Piechoty po prawej stronie i amerykańską 24 Dywizją Piechoty po lewej, a rankiem 25 października zajęła Unsan. Jednak z siłami ONZ rozproszonymi po całej Korei, pozostała 24 km luka między 24 Dywizją amerykańską a 1 Dywizją koreańską, pozostawiając lewą flankę Koreańczyków bez ochrony.
Zauważywszy słabo obsadzoną linię frontu sił ONZ, Chińczycy zdecydowali się przeprowadzić uderzenie przeciwko wojskom Korei Południowej pod Unsan. W ramach pierwszej fazy kampanii, 120 Dywizja chińskiego 40 Korpusu miała najpierw zablokować i związać walką 1 Dywizję Piechoty pod Unsan Jednocześnie większość 40 Korpusu, razem z 38 Korpusem i jedną dywizją z 42 Korpusu, miała zaatakować i zniszczyć południowokoreańską 6 i 8 Dywizję Piechoty na wschód od Unsan. Wreszcie 39 Korpus zniszczyłby 1 Dywizję Piechoty, infiltrując lukę pomiędzy 24 Dywizją amerykańską a 1 Dywizją koreańską na zachód od Unsan. Nie wykryta przez wywiad ONZ, 120 Dywizja dotarła na pozycję blokującą 24 października, a jej 360 pułk mocno ufortyfikował wzgórza na północ od Unsan. Aby ukryć ruchy wojsk i zapobiec nalotom ONZ, Chińczycy wywołali również kilka pożarów lasów pod koniec października.

## Bitwa

### Pierwsza potyczka
25 października o godz. 10:30 południowokoreańska 1 Dywizja Piechoty zaatakowała na północ ze swoim 12 pułkiem na zachodnim brzegu rzeki Samtan, podczas gdy 15 pułk próbował dotrzeć na jej wschodni brzeg. Lecz kiedy pułk miał właśnie przekroczyć rzekę, chińska 120 Dywizja przygwoździła Koreańczyków ogniem ciężkiej artylerii. Koreańczycy z południa początkowo wierzyli, że napotkany opór jest ostatnią pozostałością armii północnokoreańskiej, ale ich ocena sytuacji szybko się zmieniła wraz ze schwytaniem pierwszego chińskiego jeńca w wojnie koreańskiej. Więzień ujawnił, że na północ od Unsan czeka 10 000 chińskich żołnierzy.
W obliczu nagłego pojawienia się przytłaczających sił chińskich, koreańska 1 Dywizja Piechoty próbowała zająć pozycje obronne, przejmując kontrolę nad wzgórzami wokół Unsan. Wówczas Koreańczycy znaleźli się w bliskim kontakcie ogniowym z chińskim 360-tym pułkiem w nocy 25 października. Następnego dnia 39 Korpus przybył na zachód od Unsan, przecinając drogę między Unsan i Yongsan-dong, zarazem całkowicie otaczając 1 Dywizję Piechoty. Wspomagana zrzutami z powietrza i działaniami 6. batalionu czołgów średnich oraz 10 Grupy Artylerii Przeciwlotniczej Stanów Zjednoczonych, 1 Dywizja Piechoty ponownie otworzyła drogę 27 października. Kilka kolejnych prób posunięcia się na północ przez południowych Koreańczyków przyniosło niewielkie postępy, a walki ustały 28 października.
Pomimo ostrzeżeń generała brygady Paika Sun Yupa, dowódcy koreańskiej 1 Dywizji Piechoty, ogólne poczucie optymizmu co do wyniku wojny ze strony dowództwa sił ONZ uniemożliwiło potraktowanie chińskiego zagrożenia poważnie. Gdy walki doprowadziły do impasu pod Unsan, generał Walton Walker z amerykańskiej 8 Armii rozkazał 8 pułkowi kawalerii ze składu 1 Dywizji Kawalerii Stanów Zjednoczonych wznowić ofensywę na północ, odciążając południowokoreański 12 pułk. Do czasu, gdy amerykański 8 pułk kawalerii dotarł do Unsan 29 października, 11 pułk piechoty z koreańskiej 1 Dywizji już wycofywał się stamtąd. W tym samym czasie Chińczycy zniszczyli koreańską 6 Dywizję Piechoty na wschód od Unsan. Powiat Unsan stał się w tym momencie odsłoniętym, północnym wybrzuszeniem w linii frontu wojsk ONZ, obsadzanym jedynie przez 8 pułk kawalerii USA i 15 pułk piechoty Armii Korei Południowej.

### Chiński kontratak
Wciąż wierząc, że koreańska 1 Dywizja Piechoty była związana walką pod Unsan, dowódca Ludowej Armii Ochotniczej Peng Dehuai dał 39 Korpusowi zielone światło, aby zniszczyć garnizon w Unsan 1 listopada. Chiński plan przewidywał, że 117 Dywizja zaatakuje z północnego wschodu, 116 Dywizja z północnego zachodu, a 115 Dywizja z południowego zachodu. W tym samym czasie amerykański 8 pułk kawalerii zajął pozycje wokół miasta, z 1. batalionem broniącym północy Unsan nad rzeką Samtan, a z 2. i 3. batalionami broniącymi obszarów na zachód od Unsan nad rzeką Nammyon. Jednak niedobór siły ludzkiej w szeregach wojsk ONZ pod koniec 1950 roku spowodował powstanie ponad 1600-metrowej przerwy pomiędzy 1 i 2 batalionem Po drugiej stronie rzeki koreański 15 pułk piechoty okopał się w północno-wschodniej części Unsan z amerykańskim 1. batalionem.
Wczesnym popołudniem 1 listopada patrol bojowy z 5 pułku kawalerii USA, tylnej straży 8 pułku kawalerii, został zaskoczony przez chiński 343 pułk ze 115 Dywizji pod Bugle Hill. Kiedy tylko odkryto zasadzkę, Chińczycy natychmiast przypuścili ataki o godzinie 17:00. Wspierana przez artylerię rakietową, 117 Dywizja zaatakowała koreański 15 pułk piechoty z pełną siłą, podczas gdy cztery chińskie bataliony ze 116 Dywizji weszły w lukę między 1. i 2. batalionem amerykańskiego 8 pułku kawalerii. Do 23:00 ciężkie walki całkowicie wyniszczyły 15 pułk piechoty, a 1. i 2. batalionom kończyła się amunicja. Gdy obrona sił ONZ wokół Unsan zaczęła się załamywać, generał Milburn nakazał garnizonowi wycofać się po tym, jak dowiedział się o zniszczeniu koreańskiej 6 Dywizji Piechoty na prawym skrzydle.
Zanim jednak mógł nastąpić odwrót, chiński 347 pułk 116 Dywizji wszedł już do miasta Unsan przez lukę pomiędzy amerykańskimi batalionami. Wkrótce potem kilka blokad drogowych pojawiło się za pozycjami 1. i 2. batalionu. Gdy tempo ataków przyspieszyło, 348 pułk ruszył na południe od Unsan, atakując siły ONZ na skrzyżowaniu dróg o 2:30. Przy zablokowanych wszystkich drogach w rejonie, 1. i 2. bataliony amerykańskiego 8 pułku kawalerii mogły wycofać się tylko infiltrując chińskie linie w małych grupach, a także po drodze porzucając większość pojazdów i broni ciężkiej. Ocalali żołnierze amerykańscy i koreańscy dotarli do linii ONZ do 2 listopada.
Podczas gdy 1. i 2. batalion były silnie atakowane, 3. batalion amerykańskiego 8 pułku kawalerii pozostawał sam przez większą część nocy, lecz do godz. 3:00 kompanii komandosów z chińskiej 116 Dywizji udało się zinfiltrować stanowisko dowodzenia batalionu, korzystając z przebrania w mundury armii południowokoreańskiej. Następujący zaraz potem atak z zaskoczenia doprowadził do zniszczenia większość pojazdów batalionu i spowodował liczne straty wśród Amerykanów, z których większość nadal spała. Ostatecznie 3. batalion został wciśnięty na ostatnią linię obrony o głębokości zaledwie 180 m przez chiński 345 pułk 115 Dywizji. Amerykański 5 pułk kawalerii wielokrotnie próbował uratować 3. batalion, atakując 343-ty pułk na Bugle Hill, ale po poniesieniu 350 ofiar, Amerykanie zostali zmuszeni do wycofania się na rozkaz generała dywizji Hobarta Gaya, dowódcy 1 Dywizji Kawalerii. Uwięziony 3 batalion przetrwał wiele dni ciągłych ataków, a ocalałym żołnierzom udało się wyrwać poza pierścień okrążenia do 4 listopada. Pod koniec bitwy mniej niż 200 ocalałych z 3. batalionu zdołało wrócić na linię ONZ.

## Następstwa
Natychmiast po sukcesie pod Unsan, reszta chińskich sił przeszła przez linie amerykańskie, zamierzając zepchnąć siły USA z powrotem przez rzekę Ch’ŏngch’ŏn-gang do Pjongjangu. Jednak niedobory żywności i amunicji wkrótce zmusiły Chińczyków do wycofania się 5 listopada, kończąc w ten sposób pierwszą fazę chińskiej interwencji. Oprócz zwycięstwa pod Unsan, operacja wojsk chińskich doprowadziła również do zniszczenia koreańskiej 6 Dywizji Piechoty i jednego pułku z 8 Dywizji Piechoty w bitwie pod Onjong. W zamian za ten sukces Chińczycy ponieśli 10700 ofiar. Bitwa pod Unsan została uznana za jedną z najbardziej dotkliwych porażek Armii Stanów Zjednoczonych podczas wojny koreańskiej.
Chińskie zwycięstwo pod Unsan było takim samym zaskoczeniem dla chińskich przywódców, jak dla sił ONZ. Przypadkowe spotkanie sił chińskich i amerykańskich pod Unsan złagodziło obawy chińskich przywódców przed interwencją w Korei, podczas gdy chińscy dowódcy bardzo szczegółowo zbadali sposób działania wojsk amerykańskich na przykładzie 1 Dywizji Kawalerii. Z drugiej strony, dla sił ONZ, pomimo ciężkich strat poniesionych przez 8 Armię pod Unsan, nieoczekiwane wycofanie się Chińczyków sprawiło, iż dowództwo ONZ uznało, że Chiny nie interweniowały w Korei na dużą skalę. Dowódca Ludowej Ochotniczej Armii Peng Dehuai włączył doświadczenia z bitwy pod Unsan do planowania nadchodzącej drugiej fazy interwencji, podczas gdy generał Douglas MacArthur rozpoczął ofensywę bożonarodzeniową, zakładając, że w Korei obecne były tylko słabe siły chińskie. Doprowadziło to do decydujących bitew nad rzeką Ch’ŏngch’ŏn-gang i jeziorem Chosin pod koniec 1950 roku.